# Wettbewerbsverzerrung
Wettbewerbsverzerrung (auch: Wettbewerbsverfälschung) bezeichnet den Umstand der Verzerrung einer Wettbewerbssituation zugunsten eines oder mehrerer Teilnehmer zulasten der übrigen Teilnehmer. 

## Abgrenzung zu unlauterem Wettbewerb
Während im Wettbewerbsrecht unlauterer Wettbewerb als bestimmte Form des Rechtsbruch bezeichnet wird, gilt eine Wettbewerbsverzerrung nicht unmittelbar als illegal. Wettbewerbsverzerrungen müssen demzufolge nicht zwingend zu Unterlassungs- und Schadensersatzansprüche führen. Vielmehr sind andere Schlagwörter wie „Unlauterer Wettbewerb“ und „Wettbewerbsbeschränkung“ Teilmenge der Wettbewerbsverzerrung.

## Wirtschaft
In der Wirtschaftstheorie wird unter Wettbewerbsverzerrungen eine Form der Einschränkung des freien Wettbewerbs verstanden, bei dem es durch bestimmte Effekte zu einer Verschiebung des Marktgleichgewichts kommt.
Eine Wettbewerbsverzerrung kann u. a. auf
- wettbewerbswidrigen Absprachen und Verhalten (Kartelle, Preisabsprachen, Kundenfang, gezielte Behinderung, Ausbeutung, Rechtsbruch, Marktstörung)
- Subventionen und Sondersteuern oder
- der Ausnutzung einer Quasi-Monopolstellung

beruhen.
In volkswirtschaftlicher Sicht ist Marktversagen eine mögliche Folge der Wettbewerbsverzerrung. Dies ist jedoch nicht nur von der Größe und der Sensibilität des Marktes, sondern auch vom Marktanteil und der Größe des Aggressors sowie des Grades der Verzerrung abhängig.
Es ist zwischen horizontal und vertikal wirkender Wettbewerbsverzerrung zu unterscheiden.

### Horizontale Wettbewerbsverzerrung
Unter horizontaler Wettbewerbsverzerrung werden alle Behinderungen oder Beeinträchtigungen des Wettbewerbs verstanden, die  durch das gemeinsame Zusammenwirken von Unternehmen auf derselben Wirtschaftsstufe, die miteinander im Wettbewerb stehen, entstehen. Dazu zählen nicht nur ausdrückliche Vereinbarungen, sondern auch formlose Abmachungen und Beschlüsse.

### Vertikale Wettbewerbsverzerrung
Unter vertikaler Wettbewerbsverzerrung werden Behinderungen oder Beeinträchtigungen für Dritte (bzw. andere Wettbewerber) verstanden, welche dem gemeinsamen Zusammenwirken von Wettbewerbern unterschiedlicher Ebene folgen. Ein Beispiel wäre das Verhältnis zwischen Produzent und Zulieferer.

## Juristischer Ansatz
Das Bundeskartellamt übernimmt die Aufsicht über den Markt, um dem Wettbewerb schädigende Kartelle und Monopole auszuschließen.
Das Kartellrecht (in Deutschland: Gesetz gegen Wettbewerbsbeschränkungen, in der EU: Art. 101-109 AEUV) versucht, Wettbewerbsverzerrungen zu verhindern (präventiv) oder aufgedeckte Wettbewerbsverzerrungen zu beseitigen (sanktionierend) und so einen wirksamen Wettbewerb zu erhalten.
Die Norm des deutschen Kartell- und Wettbewerbsrechts bildet das Gesetz gegen Wettbewerbsbeschränkungen (GWB).
Dabei bildet §19 GWB die Generalklausel für das Verbot der missbräuchlichen Ausnutzung einer marktbeherrschenden Stellung. Diese liegt vor, sobald ein Unternehmen einen Marktanteil von mehr als einem Drittel besitzt. Zwei oder Drei Unternehmen sind als marktbeherrschend anzusehen, wenn sie gegenseitig nicht in wesentlichem Wettbewerb stehen und insgesamt einen wesentlichen Marktanteil halten.
§ 1 GWB verbietet wettbewerbsbeschränkende Vereinbarungen zwischen Unternehmen, welche miteinander in Wettbewerb stehen, wettbewerbsbeschränkende Beschlüsse von Unternehmensvereinigungen und Wettbewerbsbeschränkungen durch abgestimmte Verhaltensweisen.

## Sport
Große Aufmerksamkeit erlangten Wettbewerbsverzerrungen im Sport, beispielsweise durch den Fußball-Wettskandal 2005. Spielabsprachen widersprechen dem freien Wettbewerb. Dem gegenüberstellend kann bereits Zeitspiel im Sport als Wettbewerbsverzerrung angesehen werden, der Täter muss jedoch nicht zwangsläufig mit einer Strafe rechnen.

## Bekannte Fälle
- Deutsche Telekom

Ein bekanntes Beispiel für Wettbewerbsverzerrung ist die Deutsche Telekom. Bis in das Jahr 1998 hatte diese das Monopol für den Telefondienste in Deutschland staatlich garantiert. Gleichzeitig wurde die Behörde RegTP ins Leben gerufen, um Chancengleichheit für andere Wettbewerber herzustellen. Außerdem wurde das Netz an mehrere Investoren verkauft. Heutzutage lässt sich aus einer Vielzahl von Anbieter wählen.
- Deutsche Post AG – Briefmonopol
- Fußball-Wettskandal 2005
- Nichtangriffspakt von Gijón